# Acalasia
Acalasia da cárdia ou acalasia esofágica (do grego a- + -chalasia, não relaxa) é uma alteração neuromuscular hipertônica do mecanismo receptivo do esfíncter do esôfago inferior (cárdia). A incapacidade da musculatura esofágica de relaxar para permitir a passagem de alimento do esôfago para o estômago causa dificuldade de engolir (disfagia), dor no peito (retroesternal) e refluxo gastroesofágico. O termo acalasia, a rigor, designa toda alteração hipertônica de qualquer músculo circular (esfíncter) ou mecanismo muscular circular, como o piloro e o esfíncter anal, por exemplo, sendo entretanto uso comum seu emprego referindo-se especificamente ao distúrbio motor hipertônico da cárdia.
A acalasia é a mais clássica das disfunções motoras do esôfago, sendo descrita pela primeira vez em 1674 por Thomas Willis. 

## Causas
O mecanismo da doença consiste na destruição dos plexos mioentéricos da parede esofágica, com perda progressiva dos movimentos peristálticos e da capacidade de relaxamento do esfíncter esofágico inferior, a cárdia. Pode ser de origem desconhecida ou ser causada por complicação crônica, a chamada acalasia secundária, como na Doença de Chagas e na Neuropatia Autonômica Diabética.
Com a perda do tônus da sua parede muscular e a dificuldade da passagem dos alimentos através da cárdia ocorre progressiva dilatação e alongamento do corpo esofágico, podendo formar uma grande câmara retroesternal contendo grandes volumes de alimento e saliva.

## Sinais e sintomas
Normalmente, a disfagia é de longa evolução, de anos, ao contrário daquela associada ao câncer esofágico, que tem semanas ou, no máximo, alguns meses de evolução. O paciente encontra-se geralmente emagrecido e com uma longa história de vômitos, regurgitação e salivação.
Os principais sintomas são:
- Disfagia
- Regurgitação
- Dor torácica
- Azia e pirose
- Perda de peso

## Diagnóstico
O diagnóstico nas fases iniciais pode ser difícil, já que a dilatação esofágica (mega esôfago) pode ainda não estar presente. Nesses casos os exames de rotina como endoscopia digestiva alta e o RX contrastado do tubo digestivo alto podem ser normais. Com a evolução da doença, o esôfago acaba por se dilatar e aí a endoscopia pode detectar a presença dessa dilatação e de resíduos alimentares retidos no esôfago. Já o RX contrastado de esôfago mostra a dilatação esofágica e nos casos mais avançados o alongamento e tortuosidade do corpo esofágico. Nas fases iniciais quando ainda não se identificam alterações anatômicas significativas, a esofagomanometria é o exame de escolha para o diagnóstico.
Os principais achados da manometria esofágica são: 
1. ausência de ondas peristálticas no corpo esofágico, que pode estar atônico ou mostrar apenas ondas simultâneas, não peristálticas,de amplitude variável;
2. relaxamento apenas parcial e incompleto da cárdia, frequentemente associado a hipertensão esfincteriana, com valores acima de 45 mmHg. A pressão do esfíncter pode, no entanto, estar normal.
3. a pressão intra-esofagiana, normalmente menor que a pressão intra-gástrica, pode estar aumentada pela presença de resíduos alimentares no seu interior.

### Diagnóstico diferencial
Devido a similaridade, a acalasia pode ser confundida com outras patologias que atingem o esôfago, como a doença do refluxo gastroenterologia, e, menos comumente, o câncer esofágico, que têm mecanismos próprios. 

## Tratamento
As opções para tratamento incluem mudanças no estilo de vida, medicamentos, cirurgia, entre outros. Os tratamentos disponíveis mais comumente empregados são a dilatação esofágica com balão, bloqueio neuromuscular do cárdia com injeção intra-muscular de toxina botulínica realizada através de endoscopia digestiva alta e miotomia de Heller, este último sendo é o tratamento mais eficaz.

### Hábitos de vida
Tanto antes quanto depois do tratamento, os pacientes com acalasia devem comer devagar, mastigar muito bem, beber muita água com as refeições e evitar deitar uma hora depois de comer. Levantar a cabeça da cama promove a passagem da comida pelo esôfago com ajuda da gravidade. Após a cirurgia ou a dilatação pneumática, os inibidores da bomba de prótons são necessários para evitar danos pela inibição da secreção de ácido gástrico. Alimentos que podem agravar o refluxo como comidas gordurosas, ketchup, cítricos, chocolate, álcool e cafeína devem ser evitados.

### Cirurgia
A miotomia de Heller melhora cerca de 90% dos pacientes com acalasia. Geralmente, pode ser realizada com uma incisão tipo "fechadura de porta" ou por via laparoscópica. A miotomia é um corte longitudinal da musculatura ao longo do esôfago, começando de cima do esfincter superior do esófago e estendendo-se até estômago. Essa miotomia corta apenas através das camadas musculares externas que não estão relaxando, deixando intacta a camada interna do músculo que funciona bem. Uma Fundoplicação de Nissen (enrolar todo o fundo gástrico ao redor do esôfago) ou uma Fundoplicação de Dor (enrolar 180 a 200 graus do fundo gástrico ao redor do esôfago), geralmente também é feita para evitar o refluxo excessivo, que pode causar sérios danos ao esôfago ao longo do tempo. Após a cirurgia, os pacientes devem manter uma dieta suave durante várias semanas, evitando alimentos que podem agravar o refluxo. Em um estudo, a Fundoplicação de Dor teve melhores resultados a largo prazo.